# Fernando Flores Labra
Carlos Fernando Flores Labra (Talca, 9 de enero de 1943) es un político e ingeniero civil chileno, exministro de Estado de la Unidad Popular (UP) y exsenador de la República de Chile. Entre los años 2010 y 2013 fue el presidente del Consejo Nacional de Innovación para la Competitividad (CNIC), durante el período del mandatario Sebastián Piñera Echenique.

## Primeros años de vida
Estudió en el Liceo Blanco Encalada, de Talca, y en la Facultad de Ingeniería de la Pontificia Universidad Católica de Chile, donde se tituló de Ingeniero Civil Industrial, en 1968. Posteriormente obtuvo un doctorado en Lenguaje de la Universidad de Berkeley, EE.UU y también ha recibido la distinción Doctor honoris causa de la Universidad de Tarapacá y de la Universidad de Santiago de Chile. En 1970 fue nombrado Director Técnico General de la Corporación de Fomento de la Producción (CORFO), simultáneamente fue director del Banco Interamericano y Presidente del Instituto Tecnológico de Chile.

## Vida política

### Gobierno de la Unidad Popular y dictadura militar
Su participación en la vida política chilena comienza durante el gobierno del presidente Salvador Allende donde ejerció los cargos de Ministro de Hacienda y Economía, y la Secretaría General de Gobierno. En esos años dio inicio al proyecto nacional llamado Cybersyn, destinado a aplicar la cibernética a la gestión de las redes industriales chilenas, uno de los primeros intentos de usar las comunicaciones computacionales en la gestión.
Durante la dictadura de Augusto Pinochet, fue detenido político en Isla Dawson, Ritoque y Tres Álamos, entre otros, desde 1973, situación que fue apelada por Amnistía Internacional, lo que derivó en su liberación en 1976, después de tres años de cautiverio. Posterior a su liberación. se instaló en Palo Alto California, Estados Unidos.

### Retorno a la democracia y PPD
En las elecciones parlamentarias de 2001 fue elegido senador por la I Región de Tarapacá y la XV Región de Arica y Parinacota, durante el período 2002-2010. Fundó el movimiento Atina Chile.
El 6 de noviembre de 2006, solicitó la suspensión de su militancia al Partido por la Democracia (PPD). Su dimisión se relacionó a la polémica en la que se vio involucrado el también senador chileno Guido Girardi, tras el descubrimiento de la entrega, por parte de este último, de información falsa al Servicio Electoral (Servel) respecto a sus gastos de campaña en la última elección parlamentaria. El 9 de enero de 2007 presentó su renuncia al partido.
Como miembro del Senado integró las comisiones de Economía, de Defensa y de Ciencia, Tecnología e Innovación.

### Chile Primero y Coalición por el Cambio
Tras su salida del PPD, fundó junto a Jorge Schaulsohn y Esteban Valenzuela el movimiento político Chile Primero. Desde ese momento, Flores se tornó una figura polémica, debido a su acercamiento a la derecha chilena en ciertos temas. Uno de los hechos más notorios de esta inclinación se produjo el 16 de abril de 2008 en la votación sobre la acusación constitucional por notable abandono de deberes en contra de la exministra de Educación Yasna Provoste, relacionada con la pérdida de cuantiosas sumas.
El senador Flores continuó ganando protagonismo junto a los senadores independientes Carlos Cantero, Carlos Bianchi y Adolfo Zaldívar, ya que los dos bloques mayores, oficialistas y de oposición, se encontraban empatados ante esta votación, y fueron los votos de estos cuatro senadores los que terminaron por inclinar la balanza a favor de la destitución de Provoste. Luego de ello, El 8 de marzo de 2009, este mismo bloque de senadores independientes apoyó a Jovino Novoa (UDI) para acceder a la presidencia del Senado Chileno.
A lo anterior, se suma el abierto apoyo que Flores dio al candidato aliancista Sebastián Piñera en su campaña para llegar a la presidencia de Chile, y la incorporación del partido Chile Primero a la Coalición por el Cambio, y el incidente que protagonizó el 7 de mayo de 2009 en una entrevista que concedió a la cadena CNN Chile. Este actuar político ha generado opiniones encontradas a su respecto. Por un lado, partidarios de la Concertación le han tildado como traidor (incluso se han generado grupos en Internet para repudiar su actuar político), mientras que desde la Alianza por Chile se ha encomiado su actuar, caracterizándolo como consecuente y republicano.
No se presentó a la reelección senatorial en diciembre de 2009 y su movimiento Chile Primero no obtuvo ningún diputado ni senador. Su período en el Senado terminó en marzo de 2010.
El 31 de marzo de 2010 fue designado como presidente del Consejo Nacional de Innovación para la Competitividad por el presidente Sebastián Piñera.

## Actividad académica
Durante su residencia en el exilio, Flores trabajó en el Departamento de Ciencias de la Computación de la Universidad de Stanford. Subsecuentemente, obtuvo su doctorado en Lenguaje de la Universidad de Berkeley, con la colaboración y guía de Hubert Dreyfus, Stuart Dreyfus, John Searle y Ann Markussen. Su tesis se tituló Management and Communication in the Office of the Future ('Administración y comunicación en la oficina del futuro').
En sus trabajos, Flores plantea que gran parte de la coordinación humana ocurre en lo que denominó conversaciones para la acción, a través de las solicitudes, de las promesas y del cumplimiento de los compromisos entre las personas, y sostuvo que la importancia de los computadores consiste en facilitar este trabajo de coordinación más que en el simple procesamiento de datos. En este ámbito ha colaborado, entre otros, con Werner Erhard.
Ha desarrollado trabajos teóricos y tecnología que abarcan desde la filosofía contemporánea, el coaching, reconociendo como antecedentes a autores como Heidegger, Maturana, John Austin y otros.
Entre sus obras destaca Understanding Computers and Cognition - A New Foundation for Design, publicado en 1986 junto a T. Winograd.

## Actividad empresarial
Sus análisis sobre las organizaciones humanas y el papel de la tecnología desembocaron en diversos libros y en la creación de empresas que desarrollaron software para la coordinación del trabajo en las organizaciones, como Hermenet, Logonet (relacionada al ámbito de la educación); Business Design Associates (Una consultora administrativa) y Action Technologies, con la colaboración de T. Winograd, una compañía dedicada al desarrollo de software para la administración que ha introducido nuevos conceptos a los modelos de análisis de flujo de trabajo, groupware y análisis de procesos de negocio.
Es miembro del directorio de la Fundación País Digital, además de fundador de la Fundación Mercator y del Colegio Altamira (del que también es presidente).

## Controversias

### Frases polémicas en entrevistas
En el año 2005, durante una entrevista en el Canal 9 Regional de Concepción, el periodista Rodrigo Vilugrón le realizó una pregunta acerca de las eventuales contradicciones que podrían ocurrir al haber sido funcionario de la Unidad Popular y realizar sus campañas en su avión privado. Visiblemente incómodo, respondió A mi lo que no me gusta de los periodistas jóvenes como tú es que empiezan a hacer cosas muy triviales, en definitiva…. Tras la réplica del periodista: Como a mí podrían no gustarme las cosas de los senadores antiguos como usted, puso término abrupto de la entrevista haciendo abandono de la mesa.
En otro episodio ocurrido en el año 2009, al finalizar una entrevista en el canal CNN Chile en la que había sido cuestionado por su apoyo a la campaña de Sebastián Piñera a pesar de su pasado ex-Concertación, espetó al periodista Gustavo Manén: Jodiste porque no te voy a dar entrevista por un año, por puras preguntas huevonas, así es que te jodiste conmigo, todo esto mientras era despedido en cámara. A pesar de la polémica, Fernando Flores atribuyó su frase a una broma fuera de cámara.

## Historial electoral

### Elecciones parlamentarias de 2001
- Elecciones parlamentarias de 2001, para la Circunscripción 1, Tarapacá.[8]

| Candidato                      | Pacto                           | Partido | Votos  | %     | Resultado |
| ------------------------------ | ------------------------------- | ------- | ------ | ----- | --------- |
| Fernando Flores Labra          | Concertación por la Democracia  | PPD     | 47 159 | 30,51 | Senador   |
| Jaime Orpis Bouchon            | Alianza por Chile               | UDI     | 38 093 | 24,65 | Senador   |
| Julio Lagos Cosgrove           | Alianza por Chile               | RN      | 24 844 | 16,08 |           |
| María Inés Macchiavello Zerega | Independientes (Fuera de pacto) | IND     | 24 569 | 15,90 |           |
| Enrique Krauss Rusque          | Concertación por la Democracia  | DC      | 13 754 | 8,90  |           |
| Rigoberto Echeverría Allende   | Partido Comunista               | PC      | 4808   | 3,11  |           |
| Claudio Ojeda Murillo          | Partido Humanista               | PH      | 1023   | 0,86  |           |